# خشونت علیه زنان در مکزیک
خشونت علیه زنان در مکزیک (انگلیسی: Violence against women in Mexico) شامل اشکال مختلف خشونت مبتنی بر جنسیت است که ممکن است شامل آزار عاطفی، فیزیکی، جنسی و/یا ذهنی باشد. سازمان ملل متحد مکزیک را یکی از خشن‌ترین کشورهای جهان برای زنان معرفی کرده‌است. بر اساس گزارش مؤسسه ملی آمار و جغرافیا در مکزیک (INEGI)، ۶۶٫۱ درصد از زنان ۱۵ ساله و بالاتر، نوعی خشونت را در زندگی خود تجربه کرده‌اند. چهل و نه درصد از آن‌ها از نوعی خشونت عاطفی رنج برده‌اند. ۲۹ درصد از خشونت یا تبعیض عاطفی رنج برده‌اند. ۳۴ درصد از خشونت فیزیکی؛ و ۴۱٫۳ درصد از زنان از خشونت جنسی رنج برده‌اند. از میان زنانی که از سال ۲۰۱۵ تا ۲۰۱۸ به نوعی مورد تجاوز قرار گرفتند، ۹۳٫۷ درصد از آنها کمک نخواستند یا حملات خود را به مقامات گزارش نکردند.
دلایل مختلفی برای این تعداد زیاد خشونت وجود دارد. محققان به ریشه‌های فرهنگی و همچنین سیاست‌ها و تغییرات اقتصادی که منجر به رشد اخیر در میزان خشونت مبتنی بر جنسیت شده‌است، توجه کرده‌اند. توجه بین‌المللی به وضعیت خشونت علیه زنان در مکزیک در اوایل دهه ۱۹۹۰ افزایش یافت، زیرا تعداد زنان مفقود و کشته شده در شهر مرزی سیوداد خوارس، چیئوائوا به‌طور چشمگیری افزایش یافت. زنان در جنگ مواد مخدر مکزیک (۲۰۰۶–اکنون) مورد تجاوز قرار گرفته‌اند، شکنجه شده‌اند، و در درگیری به قتل رسیده‌اند. زنان همچنین در مکزیک قربانی قاچاق جنسی بوده‌اند.
در حالی که قوانین و سیاست‌های متفاوتی برای کاهش خشونت علیه زنان در مکزیک وضع شده‌است، سازمان‌های مختلف نشان داده‌اند که این سیاست‌ها به دلیل عدم اجرای صحیح تأثیر چندانی بر وضعیت خشونت نداشته‌است.

## ریشه‌های فرهنگی
سوزان پیک، کارمن کنتراس و آلیسیا بارکر آگیلار، محققان مؤسسه مکزیکی برای تحقیقات خانواده و جمعیت (IMIFAP)، ریشه‌های فرهنگی را که در وضعیت فعلی خشونت علیه زنان در مکزیک نقش دارد، بررسی کرده‌اند. آنها به فرهنگ شاه نر یا " machismo " اشاره می‌کنند که احساس برتری یا استحقاق را برای مردان در مکزیک ایجاد کرده‌است. از سوی دیگر، زنان به‌دلیل فرهنگ «ماریانیسمو» به‌طور سنتی در نقش‌های مطیع و فرمان‌بر قرار می‌گیرند و کمتر به دانش و قدرت برای بحث و تغییر هنجارهای فعلی دسترسی داشته‌اند. آنها خشونت علیه زنان را «بیان قدرت مردانه» می‌نامند و شامل اشکال نهادی خشونت، مانند عدم دسترسی به منابع یا انواع آزادی می‌شود.
ویرژیل الیزوندو، الهی‌دان آزادی‌بخش، اینچنین استدلال می‌کند: «وابستگی به مریم محبوب‌ترین، پایدارترین و اصلی‌ترین ویژگی مسیحیت آمریکای لاتین است». سایر محققان نیز با این دیدگاه موافق هستند و استدلال می‌کنند که وقتی فاتح اسپانیایی، ارنان کورتس، در سال ۱۵۱۹ در تنوچتیتلان (مکزیکوسیتی کنونی) فرود آمد، هنجارهای جنسیتی اسپانیا و اعتقادات بشارت مسیحی را به جوامع بومی آمریکا تحمیل کردند. در نتیجه استعمار اسپانیا، مدل‌های جنسیتی ایدئولوژیک ماریانیسمو و ماچیسمو در جامعه مکزیک گنجانده شد.

## ریشه‌های اقتصادی
مرسدس اولیورا به نحوه تغییر پویایی‌های جنسیتی به ویژه با معرفی سیاست‌های اقتصادی نئولیبرال در مکزیک نگاه می‌کند. مرسدس اولیورا محقق مرکز مطالعات عالی مکزیک و آمریکای مرکزی در دانشگاه علوم و هنر چیاپاس است و در جنبش زنان مستقل و مرکز حقوق زنان مشارکت دارد. الیورا استدلال می‌کند که با افزایش فقر، بیکاری و ناامنی در مکزیک، زنان بیشتری برای فرار از موقعیت خود شروع به پیوستن به محل کار کرده‌اند. این پیشرفت تعداد فزاینده زنان در محیط کار مفهوم تقسیم کار بین زن و مرد را تهدید کرده‌است که در آن جایگاه مردان محل کار بود و وظایف زنان در خانه است. به گفته اولیورا، این تغییر بر روی خودانگاره مردان تأثیر گذاشته و به حس شخصی «ماشیسم» یا برتری آنها آسیب وارد کرده‌است.

## انواع خشونت

### زن کشی

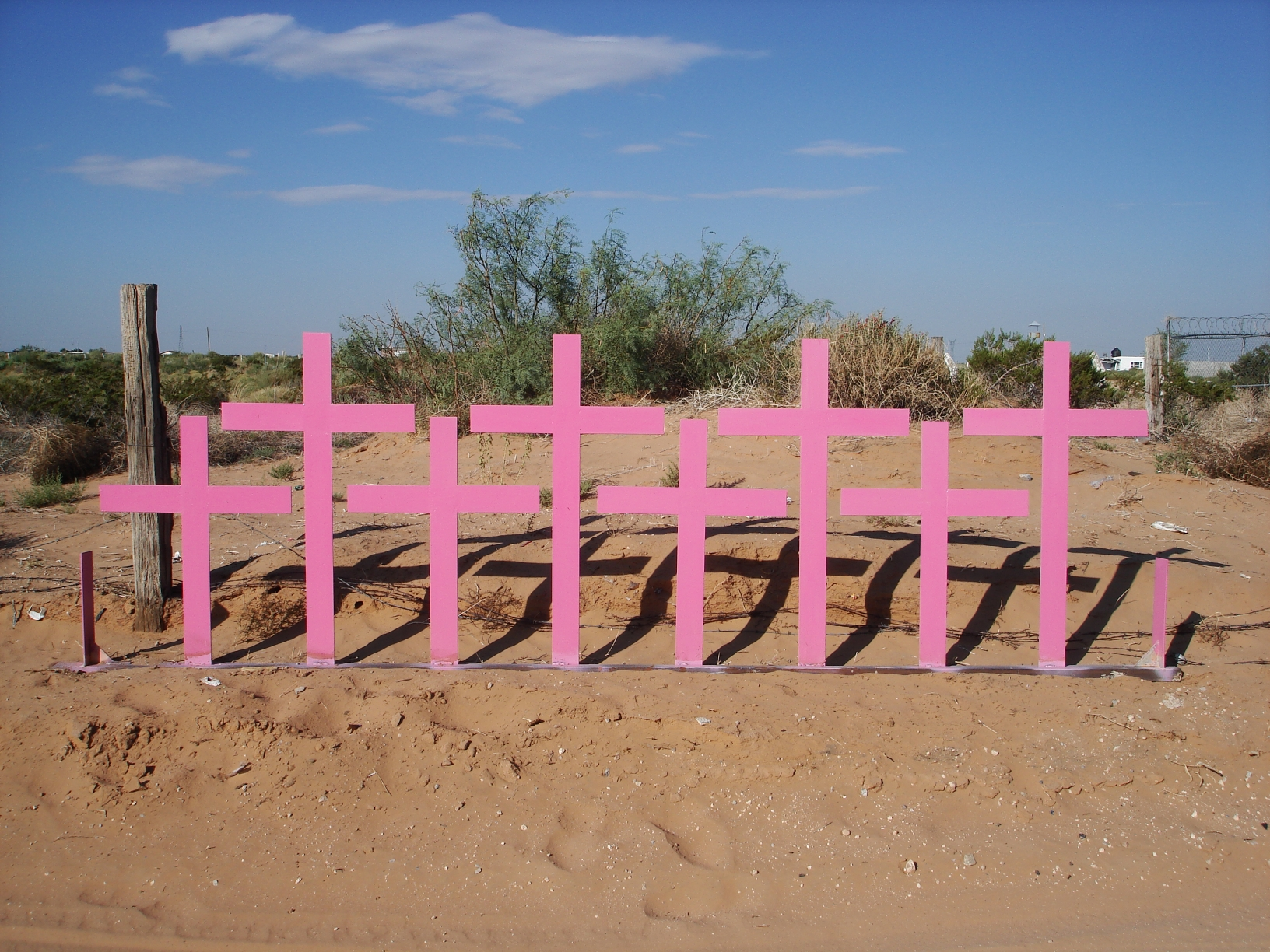
صلیب‌هایی در شهر سیوداد خوارز، چی‌هواهوا، در محلی که ۸ قربانی زن‌کشی در سال ۱۹۹۶ پیدا شدند، قرار گرفتند.

زن کشی در گزارش سازمان جهانی بهداشت (WHO) به عنوان «قتل عمدی زنان تنها به دلیل زن بودن» تعریف شده‌است. به‌طور مشابه، توسط زنان سازمان ملل، اتحادیه روز بین‌المللی مبارزه با خشونت علیه زنان، و دفتر کمیساریای عالی حقوق بشر سازمان ملل به عنوان «مرگ خشونت آمیز زنان به دلایل جنسیتی» تعریف شده‌است. زن کشی به عنوان نوع خاصی از خشونت علیه زنان یا خشونت جنسیتی طبقه‌بندی می‌شود که سازمان ملل در سال ۱۹۷۹ آن را به عنوان «مکانیسمی برای تسلط، کنترل، سرکوب و قدرت بر زنان» توصیف کرد.
عفو بین‌الملل تخمین می‌زند که بین سال‌های ۱۹۸۶ تا ۲۰۰۹، حدود ۳۴۰۰۰ قتل زن در مکزیک رخ داده‌است در سال ۲۰۱۲، مکزیک به عنوان شانزدهمین کشور با بالاترین نرخ زنان کشی رتبه‌بندی شد. علاوه بر این، بین سال‌های ۲۰۱۱ تا ۲۰۱۶، به‌طور متوسط ۷٫۶ قتل زن در روز رخ داده‌است. در سال ۲۰۱۶، مکزیک دارای نرخ ۴٫۶ زن‌کشی به ازای هر ۱۰۰۰۰۰ زن بود و در مجموع ۲۷۴۶ مرگ زن با فرض قتل وجود داشت. در همین سال، سه ایالت اول با بالاترین میزان مرگ و میر زنان با فرض قتل عبارتند از: کولیما (با ۱۶٫۳ مرگ در هر ۱۰۰۰۰۰ زن)، گررو (۱۳٫۱ در هر ۱۰۰۰۰۰ زن) و ساکاتکاس (۹٫۷ در هر ۱۰۰۰۰۰ زن) هستند. سه شهر نخست در سال ۲۰۱۶ عبارتند از آکاپولکو دو خوارز (۲۴٫۲۲ در هر ۱۰۰۰۰۰ زن)، تیجوانا (۱۰٫۸۴ در هر ۱۰۰۰۰۰ زن) و خوارز (۱۰٫۳۶ در هر ۱۰۰۰۰۰ زن).
طی سال‌های ۲۰۰۲ تا ۲۰۱۰، ایالت چی‌هواهوا بالاترین میزان قتل زنان با ۵۸٫۴ در هر ۱۰۰۰۰۰ زن در جهان را داشت. پس از سال ۲۰۱۰، میزان زن کشی در خوارز به‌طور قابل توجهی کاهش یافت. در سال ۲۰۱۱، میزان مرگ و میر زنان با فرض قتل ۳۱٫۴۹ در هر ۱۰۰۰۰۰ زن بود و تا سال ۲۰۱۶ به ۱۰٫۳۶ در هر ۱۰۰۰۰۰ زن کاهش یافته‌است. با این حال، در سال ۲۰۱۹، دولت مکزیک ۱۰۰۶ مورد زن‌کشی را ثبت کرد که ۱۰ درصد افزایش نسبت به سال ۲۰۱۸ نشان می‌دهد. در همین سال به‌طور متوسط روزانه ۱۰ زن در مکزیک کشته می‌شدند، در حالی که دو سال قبل از آن در سال ۲۰۱۷ این میزان هفت نفر در روز بود.

### خشونت خانگی
یک نظرسنجی در سال ۲۰۰۳ که توسط مؤسسه ملی آمار و جغرافیا (INEGI) در مکزیک انجام شد، نشان داد که ۴۷ درصد از زنان بالای ۱۵ سال و در یک رابطه، نوعی خشونت خانگی را تجربه کرده‌اند و از هر ۱۰۰ قربانی، ۹۶ نفر دچار خشونت خانگی در مکزیک زنان هستند.

### خشونت علیه زنان مهاجر
ده‌ها هزار مهاجر از آمریکای مرکزی و سایر کشورها در سفر به ایالات متحده از مکزیک عبور می‌کنند. بیشتر این مهاجران از السالوادور، گواتمالا، هندوراس و نیکاراگوئه هستند. مهاجران در سفر خود در معرض انواع مختلف خشونت از جمله آدم‌ربایی، تهدید و حمله هستند. به گفته یک گروه حقوق بشری واقع در مکزیک، تعداد زنان و دخترانی که تلاش می‌کنند مهاجرت کنند نیز افزایش یافته‌است. زنان و دختران هنگام سفر به شمال در معرض خطر قربانی شدن خشونت جنسی و تجاوز جنسی قرار دارند. گزارش عفو بین‌الملل تخمین می‌زند که از هر ۱۰ زن مهاجرت کننده به مکزیک، ۶ نفر ممکن است قربانی تجاوز جنسی شوند. زنان مهاجر در معرض خطر خشونت جنسی توسط باندها، قاچاقچیان انسان، سایر مهاجران و افسران فاسد نظامی قرار دارند. خطر تجاوز جنسی و تجاوز جنسی برای زنان مهاجر به قدری زیاد است که قاچاقچیان یا کایوت‌ها، آنها را ملزم به تزریق آمپول‌های پیشگیری از بارداری قبل از ترک کشور می‌کنند. دستیابی به آمار خشونت علیه زنان مهاجر برای محققان سخت است زیرا این زنان به دلیل ترس از اخراج نمی‌توانند موارد تجاوز خود را گزارش کنند. علاوه بر این، ننگ موجود در پشت خشونت جنسی ممکن است باعث شود که بسیاری از این تجاوزات جنسی گزارش نشود.

## اثرات COVID-19 بر خشونت علیه زنان
در ۲۳ مارس ۲۰۲۰، دستورهای اقامت در خانه مکزیک به‌طور کامل اجرا شد و برخی از زنان را از فرار از خانواده‌های بد سرپرست خود ناتوان کرد. ماه آوریل آن سال مرگبارترین ماه گزارش شده در پنج سال گذشته در مکزیک تبدیل شد زیرا ۲۶۷ زن به قتل رسیدند. گزارش شده‌است که تعداد زنانی که در ماه آوریل بر اثر قتل جان خود را از دست داده‌اند بیشتر از COVID-19 بوده‌است. به گفته وزیر امنیت و حمایت از شهروندان مکزیک، در چهار ماه اول سال ۲۰۲۰، در مجموع ۹۸۷ زن کشته شدند و ۳۰۸ مورد از این موارد به عنوان زن کشی طبقه‌بندی شدند.
در مقایسه با نرخ زن کشی در سال ۲۰۱۹، گزارش شده‌است که پس از شروع کووید-۱۹، حدود ۷٫۷ درصد افزایش یافته‌است. علاوه بر این، گزارش‌های خشونت خانگی در مکزیک افزایش یافته‌است. آنتونیو گوترش، دبیرکل سازمان ملل متحد گفت: «یکی از پیامدهای منفی این دوره انزوا، افزایش وحشتناک جهانی خشونت خانگی بوده‌است». بیش از ۲۶۰۰۰۰ تماس مربوط به خشونت خانگی با پلیس مکزیک در سال ۲۰۲۰ در مقایسه با ۱۹۸۰۰۰ تماس در سال ۲۰۱۹ گزراش شده‌است. Linea de la Mujer ، یک خط تلفن خشونت خانگی در مکزیک، همچنین افزایش ۹۷ درصدی تماس‌های دریافتی را در مقایسه با سال قبل گزارش کرده‌است. در نهایت، تعداد زنان و کودکان پذیرفته شده در ۶۹ مکان شبکه ملی پناهگاه در مکزیک، در طول همه‌گیری کووید ۵۰ درصد افزایش یافت.